# Karl Storch
Karl Storch (Fulda, 21 agosto 1913 – 19 agosto 1992) è stato un martellista tedesco.

## Palmarès

### Olimpiadi
- Argento a Helsinki 1952 nel lancio del martello.